# Super sans plomb (série télévisée)
Pour le carburant du même nom, voir Essence (hydrocarbure).
Super sans plomb une série télévisée humoristique québécoise en 68 épisodes de 25 minutes et diffusée entre le 5 septembre 1989 et le 14 mai 1991 à la Télévision de Radio-Canada.

## Synopsis
« Super sans plomb » raconte la vie d'un veuf d'une quarantaine d'années qui tient un garage à Montréal.

## Fiche technique
- Scénarisation : Joanne Arseneau, Jean Barbeau, Jacques Cimon, Claire Dion, Albert Martin, Louise Matteau, Aude Nantais et Jean-Joseph Tremblay,
- Réalisation : Bruno Carrière et François Côté
- Société de production : Téléfiction

## Distribution
- Michel Forget : Jean-Louis Néron
- Geneviève Angers : Isabelle Néron
- David La Haye : Éric Néron
- Julien Poulin : Théo Miliard
- Maka Kotto : Toussaint Pierre
- Nadia Paradis : Stéphanie
- Claude Gai : René Matte
- Danielle Proulx : Margot Dumont
- Michèle Poirier : Sonia
- Danièle Panneton : Hélène
- Pauline Martin : Béatrice
- Mireille Thibault : Aline Milliard
- Kim-Van Albernhe : Katy
- Gildor Roy : Robert Boissonneau
- Marcel Sabourin : Jérémie
- Martin Drainville : Jimmy Ouellet
- Bruno Landry : Dino
- Andrée Lachapelle : Mme Guindon
- Jean Maheux : Roger
- Jessica Barker : Lison
- Gilbert Comtois : Marleau
- Éric Gaudry : Rémi Morin
- Anthony Kavanagh : William Pierre
- Benoît Rousseau : Simon
- Daniel Lesourd : voix de Mozart
- Louis-Georges Girard : gérant de banque
- Olivette Thibault : mère d'Aline
- Pierre Curzi : J.-P. St-Onge
- Frédérike Bédard : Constable Adèle H.
- Manuel Aranguiz : Julio
- Annie De Raiche : Carole
- Lionel Villeneuve : Hector
- Marie-Christine Chabot : Julie
- Hélène Major : Rosita
- Christine Séguin : Annie Léveillée